# Manilal Fernando
Vernon Manilal Fernando (* 13. Oktober 1949 in Kalutara, Sri Lanka) ist ein sri-lankischer Geschäftsmann und internationaler Fußballfunktionär.
Manilal Fernando wurde 1972 Rechtsanwalt (Attorney at law) und begann in Kalutara zu praktizieren. Seit den 1990er Jahren wurde er als Verwaltungsrat in zahlreiche international tätige Firmen gewählt.
Er war von 1979 bis 1999 Präsident des sri-lankischen Fußballverbandes (Football Federation of Sri Lanka).  2011 wurde er von der asiatischen Fußball-Konföderation als Mitglied in das FIFA-Exekutivkomitee gewählt.
Wegen Verstößen gegen ihren Ethikkodex sperrte die FIFA ihn im Mai 2013 zunächst für acht Jahre. Im Oktober 2013 wurde die Sperre auf lebenslange Dauer erweitert. Ihm waren Vorteilsnahme und Korruption nachgewiesen worden. Im März 2015 bestätigte der  Internationale Sportsgerichtshof im Berufungsverfahren die lebenslange Sperre.